# Johann Mayer (Politiker, 1922)
Johann Mayer (* 14. Mai 1922 in Mitterndorf, Steiermark; † 11. Juni 2005 in Anthering) war ein  österreichischer Politiker (ÖVP) und Gendarmeriebeamter. Er war von 1965 bis 1984 Mitglied des Bundesrates und zudem Bürgermeister von Anthering.

## Ausbildung und Beruf
Mayer besuchte zunächst zwischen den Jahren 1928 und 1934 die Volksschule und arbeitete als Landarbeiter. Er erlernte in der Folge den Beruf des Maurers und absolvierte dabei von 1939 bis 1940 die Berufsschule. Nach dem Ausbruch des Zweiten Weltkriegs wurde er 1940 zum Kriegsdienst eingezogen. Er diente bis 1945 im Krieg und arbeitete nach seiner Rückkehr von 1946 bis 1947 als Landessekretär der Österreichischen Jugendbewegung in Salzburg. Er war danach von 1947 bis 1948 als Bezirksparteisekretär der Volkspartei in Tamsweg beschäftigt und trat danach in den Dienst der Österreichischen Gendarmerie. Hier war er in der Folge zwischen 1948 und 1983 als Gendarmeriebeamter beim Landesgendarmeriekommando für Salzburg eingesetzt, wobei er bis zum Gendarmerie-Abteilungsinspektor aufstieg. Während seines Dienstes absolvierte er zwischen 1959 und 1960 die Gendarmerie-Zentralschule Mödling in Niederösterreich.

## Politik und Funktionen
Johann Mayer wurde Mitglied der Österreichischen Volkspartei und engagierte sich in der ÖVP-Teilorganisation Österreichischer Arbeiter- und Angestelltenbund (ÖAAB). Er war von 1967 bis 1980 Landesobmann-Stellvertreter des ÖAAB Salzburg sowie Landesobmann der Kameradschaft der Exekutive Österreichs in Salzburg. In der Kommunalpolitik war er in Anthering aktiv, wobei er von 1969 bis 1979 das Amt des Bürgermeisters von Anthering ausübte. Er war des Weiteren von 1966 bis 1984 Vorsitzender-Stellvertreter der Landesexekutive Salzburg des Österreichischen Gewerkschaftsbundes und zwischen 1967 und 1983 Vorsitzender des Landesvorstandes Salzburg der Gewerkschaft öffentlicher Dienst. Er vertrat die ÖVP Salzburg vom 19. Juli 1965 bis zum 15. Mai 1984 durchgehend im österreichischen Bundesrat. 

## Auszeichnungen
- Ernennung zum Ehrenbürger von Anthering (1979)
- Goldenes Ehrenzeichen des Landes Salzburg (1984)
- Großes Goldenes Ehrenzeichen für Verdienste um die Republik Österreich (1984)
- Großes Silbernes Ehrenzeichen für Verdienste um die Republik Österreich